# Oldroydiella fallax
Oldroydiella fallax är en tvåvingeart som först beskrevs av Macquart 1846.  Oldroydiella fallax ingår i släktet Oldroydiella och familjen bromsar.
Artens utbredningsområde är Seychellerna. Inga underarter finns listade i Catalogue of Life.